# Katherine Mayo
Pour les articles homonymes, voir Mayo.
Katherine Mayo (27 janvier 1867 - 9 octobre 1940) est une chercheuse, historienne et nationaliste blanche américaine. Elle fait son entrée dans la vie publique en tant qu'écrivain politique prônant le nativisme protestant anglo-saxon blanc, l'opposition à l'immigration non blanche et catholique aux États-Unis, et à l'intégration des esclaves afro-américains récemment émancipés. Elle se fait connaître en dénonçant la déclaration d'indépendance des Philippines pour des motifs racistes et religieux, puis en publiant son œuvre la plus connue, Mother India (1927), dans laquelle elle s'oppose à l'indépendance de l'Inde vis-à-vis de la domination britannique. Son travail est reçu positivement dans les cercles proches du gouvernement britannique et parmi les racialistes anglophiles américains, mais est critiqué par d'autres pour son racisme et son indophobie. 

## Biographie
Katherine Mayo naît à Ridgway en Pennsylvanie. Peu de temps après l'obtention de son diplôme, elle commence à travailler en tant que chercheuse et historienne, en aidant Oswald Garrison Villard du New York Evening Post (dont le père était le propriétaire du journal) à préparer son livre John Brown 1800–1859: A Biography Fifty Years After, une biographie de John Brown, publiée en 1910. Oswald Garrison Villard est l'un des fondateurs de la Ligue anti-impérialiste et un officier de la National Association for the Advancement of Colored People. Sous son influence, Katherine Mayo rejoint la Mayflower Society et se rapproche des Filles de la Révolution américaine. Ces dernières s'opposent à l'immigration non blanche aux États-Unis, estimant que le pays appartient légitimement aux Anglo-Saxons blancs d'origine britannique et de confession protestante . 
Plusieurs des premiers écrits de Katherine Mayo promeuvent l'anti-catholicisme et l'hostilité envers les mouvements d'indépendance contre la domination coloniale européenne. Elle combine dans ses écrits l'anti-catholicisme et le sentiment anti-philippin, qui s'opposent à l'indépendance des Philippines de la domination américaine. Ses premiers travaux journalistiques célèbrent le « caractère racial » anglo-saxon du nationalisme américain et encouragent à la xénophobie contre les immigrants irlandais catholiques, ainsi que contre les travailleurs afro-américains de plus en plus importants. Elle affirme que les « nègres » sont sexuellement agressifs et manquent de maîtrise de soi, ce qui en fait une menace pour les « innocentes femmes blanches anglo-saxonnes ». Elle soutient la création de la police de l'État de New York et son contrôle des immigrés et des Noirs, dont l'implication dans le mouvement syndical, est selon elle une menace pour la suprématie blanche.  
Elle devient célèbre pour son livre polémique Mother India (1927), dans lequel elle attaque la société et la religion hindoue et la culture de l'Inde. Son œuvre est accusée de racisme, d'impérialisme et d'indophobie, exprimant « tous les préjugés dominants de la société coloniale » . À l'inverse, ses partisans allèguent la vérité de ses observations de première main. Selon les professeurs en science politique Susanne Hoeber Rudolph et Lloyd I. Rudolph, le livre est un des premiers exemples de « Gandhi Bashing » (dénigrement), écrit dans le but à la fois officiel et officieux des Britanniques de s'assurer le soutien des États-Unis dans le maintien au pouvoir du Royaume-Uni en Inde. Katherine Mayo y vise particulièrement Gandhi, dont le succès affolait les sponsors britannique de Mayo[pas clair], qu'elle décrit comme « séditieux ».
Le livre fait sensation sur trois continents. Écrit en réaction aux demandes du mouvement pour l'indépendance de l'Inde vis-à-vis du Raj britannique, il évoque le traitement des femmes indiennes, les intouchables, les animaux, la saleté et le caractère des personnalités politiques nationalistes. Le livre génère la publication de plus de cinquante ouvrages et brochures critiques ainsi que d'un film homonyme . Il est brûlé en Inde et à New York, accompagné d'une photo de son auteure.

## Œuvre
- (en) Justice to All : History of the Pennsylvania State Police, 1917
- (en) The Standard Bearers : True Stories of Heroes of Law and Order, 1918
- (en) That Damn Y, 1920
- (en) Mounted Justice : True Stories of the Pennsylvania State Police, 1922
- (en) The Isles of Fear : The Truth about the Philippines, 1925
- (en) Mother India, 1927
- (en) Slaves of the Gods, 1929
- (en) Volume II, 1931
- (en) Soldiers What Next!, 1934
- (en) The Face of Mother India, 1935
- (en) General Washington's Dilemma, 1938
- (en) Selections from Mother India, 1998